# Ханафитский мазхаб в Казахстане
Ханафитский мазхаб (каз. ханафи мазһабы) является доминирующим течением суннитского ислама в Казахстане. Головной организацией казахстанских ханафитов является «Духовное управление мусульман Казахстана» (ДУМК) во главе с председателем, носящим титул «Верховный муфтий Казахстана».
Ханафитский мазхаб, основанный Абу Ханифой (699—767), является одной из четырёх канонических богословско-правовых школ (мазхаб) в исламе. Мазхаб Абу Ханифы, по-видимому, стал преобладать на территории современного Казахстана в постмонгольский период (XIII—XV века). К XVI веку, представители сформировавшегося к тому времени казахского народа, считались мусульманами-суннитами, относящимися к ханафитскому мазхабу.
Во времена Советского Союза мусульмане Средней Азии, в том числе и казахстанцы, продолжили следовать ханафизму, в своих фетвах Духовное управление мусульман Средней Азии и Казахстана основывалось на выводах этого мазхаба. Нынешнее Духовное управление мусульман Казахстана также продолжает следовать ханафитскому мазхабу в правовых вопросах, однако в первые годы независимости в руководстве ДУМ преобладали представители национальных меньшинств страны (чеченцы, ингушии, уйгуры и др.), которые в основном являлись последователями другой школы — шафиитского мазхаба. После нескольких терактов в 2010-е годы, власти Казахстана выбрали основным методом борьбы с религиозным экстремизмом контроль над религиозными организациями и продвижение традиционных мазхабов, в частности, ханафитского мазхаба среди мусульман страны.
Помимо ханафитского мазхаба, в Казахстане, как упоминалось выше, получил ограниченное распространение шафиитский мазхаб. Имеются отдельные мечети, но официальных шафиитских организаций нет. Усиление связи казахстанских мусульман с остальным мусульманским миром привело к появлению представителей ханбалитского мазхаба.
Как сообщают казахстанские мусульмане, придерживающиеся «нетрадиционной» с точки зрения ДУМК идеологии, служители мечетей занимаются пропагандой лишь ханафитского мазхаба, а последователи иных течений преследуются по закону и подвергаются враждебному отношению со стороны ханафитов. Пресс-секретарь ДУМК Онгар Омирбек сообщил, что «Духовным управлением» было инициировано внесение поправок в закон РК «О религии», чтобы запретить все исламские течения в стране, за исключением ханафитского мазхаба.